# Marilena Fabbri
Marilena Fabbri (Bologna, 21 ottobre 1969) è una politica italiana.

## Biografia

### Carriera politica
Ha conseguito la maturità scientifica e la laurea in Giurisprudenza. Assunta come Funzionario – specialista in consulenza giuridica e procedimenti amministrativi della Regione Emilia-Romagna, sposata con 2 figli.
Inizia il suo impegno politico giovanissima nel 1986 nel Movimento Federalista Europeo e subito diventa parte attiva della vita politica del suo Comune Sasso Marconi. Si candida come indipendente nelle liste del Partito Comunista Italiano e viene eletta consigliere comunale nel 1990, viene poi nominata Assessore alla sanità, servizi sociali, servizi scolastici e giovani, carica che ricopre dal 1992 al 1995.
Nel 1999 si candida a Sindaco di Sasso Marconi, carica che ricoprirà per due mandati dal 1999 al 2009. Durante il suo mandato da Sindaco: Consigliere della Comunità Montana 5 Valli Bolognesi dal 1995 al 2009 e Assessore dal 1999 al 2004; coordinatrice dei Sindaci nella fase di avvio dei lavori autostradali di ampliamento in terza corsia e di Variante al valico appenninico Tosco-Emiliano (1999-2004); Coordinatrice dei Sindaci del Distretto sociosanitario di Casalecchio di Reno (1999-2006); tra i primi Sindaci a scegliere la modalità di raccolta porta a porta dei rifiuti (2007).
Tra i fondatori e membro della Giuria del Premio “Città di Sasso Marconi”- “La Comunicazione per lo sviluppo dei diritti di cittadinanza e di democrazia”.
Consigliere e Vice presidente del Gruppo PD della Provincia di Bologna dal 2009 al 2013, segue in particolare i seguenti temi: Affari Istituzionali, Bilancio, Personale, Pianificazione Territoriale Ambiente e Welfare.
Dal 2010 al 30 aprile 2013 Presidente del Consiglio di Amministrazione della costituenda Azienda Speciale Consortile per la gestione associata dei servizi alla persona dei 9 Comuni del Distretto sociosanitario di Casalecchio di Reno, denominata “ASC- Insieme”. Membro del Consiglio di Amministrazione fino al 31 dicembre 2014 (dalla elezione in parlamento ha rinunciato a qualsiasi emolumento legato a questa carica).
Già componente dell'Assemblea nazionale costituente del PD, della Direzione provinciale PD di Bologna, dell'Assemblea Regionale del Partito Democratico dell'Emilia-Romagna. Già responsabile Welfare e Salute, segreteria regionale PD Emilia-Romagna. Dal 17 marzo 2019 membro della Commissione Nazionale di Garanzia del PD. Iscritta all'ANPI e donatrice sangue AVIS.

#### Elezione a deputato
Nel dicembre 2012 partecipa alle primarie per i Parlamentari PD risultando prima tra le donne nella Provincia di Bologna e terza assoluta in Emilia Romagna con 8.107 preferenze.
Alle elezioni politiche del 2013 viene eletta deputata della XVII legislatura della Repubblica Italiana nella circoscrizione XI Emilia Romagna.
Fa parte della I Commissione Affari Costituzionali, del Comitato per la Legislazione e del Comitato per i procedimenti d'accusa.
Il 4 maggio 2015 è tra coloro che si astiene dal votare l'Italicum, la nuova legge elettorale approvata dalla Camera.
Relatrice e autrice della proposta di legge per l'acquisto della cittadinanza da parte dei minori nati in Italia da genitori stranieri o formati in Italia (cd. legge sullo "ius soli" e "ius culturae") approvata alla Camera dei Deputati il 13 ottobre 2015. Trasmesso al Senato (A.S. 2092), il provvedimento non ha concluso il suo iter prima dello scioglimento delle Camere.